# Đàn Xã Tắc

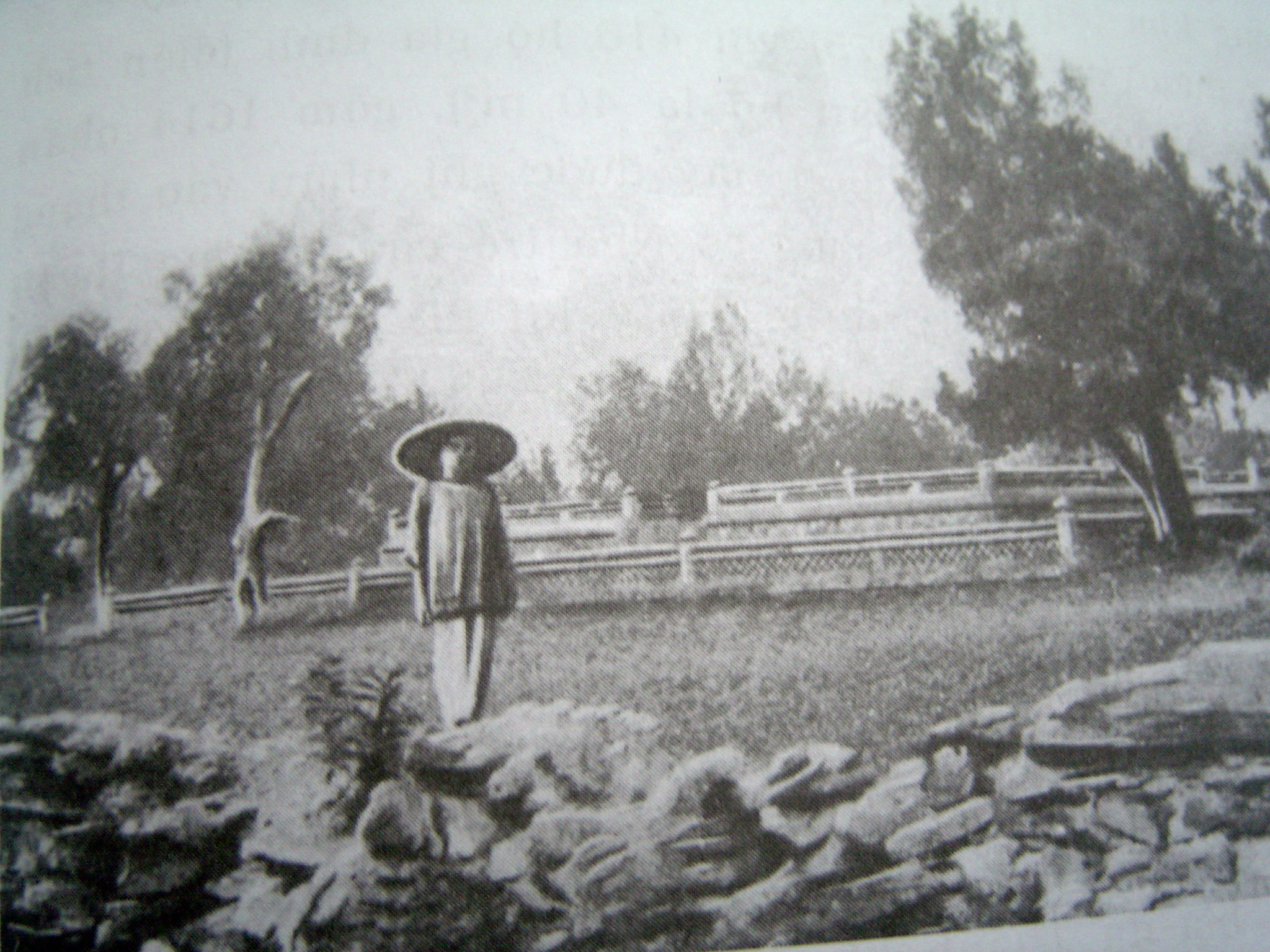
Đàn Xã Tắc tại Huế chụp năm 1914

Đàn Xã Tắc là một trong các loại đàn tế cổ, được các vị Vua cho lập để tế Xã thần (Thần Đất, 社) và Tắc thần (tức Thần Nông, 稷) - hai vị thần của nền văn minh lúa nước.

## Tổng quan
Theo tác giả Đào Duy Anh trong quyển Từ điển Hán Việt, "Xã tắc" có nghĩa là:
"Thuở xưa dựng nước (....). Dân cần có đất ở nên lập nền xã để tế thần hậu thổ, dân cần có lúa ăn, nên lập nền tắc để tế thần nông. Mất nước thì mất xã tắc, nên xã tắc cũng có nghĩa là quốc gia".
Giáo sư sử học Lê Văn Lan cho biết:
"Từ xa xưa, không chỉ đối với người dân, mà ngay cả các vương triều, kinh đô Việt Nam và Trung Hoa, đàn Xã Tắc có vị trí vô cùng thiêng liêng. Giữ gìn, bảo tồn đàn Xã Tắc cũng chính là giữ gìn Sơn hà Xã Tắc".

## Việt Nam

### Đàn Xã Tắc nhà Đinh tại Hoa Lư
Sách Đại Việt sơ lược chép về việc Đinh Bộ Lĩnh lên ngôi và định đô như sau:
"Đến năm thứ nhất niên hiệu Khai Bảo (968) đời vua Triệu là Tống Thái Tổ, vương xưng Hoàng đế ở động Hoa Lư. Rồi dựng cung điện, chế triều nghi, sắp đặt trăm quan, lập xã tắc và tôn hiệu là Đại Thắng Minh Hoàng Đế".
Nhiều di tích cung điện và tường thành thế kỷ X tại Hoa Lư đã được phát hiện và khai quật trong đó có Đàn Kính Thiên hay Đàn Tế Trời nhưng chưa tìm ra dấu tích nơi đặt Đàn Xã Tắc. Riêng ở khu vực cửa ngõ phía Tây cố đô Hoa Lư hiện vẫn còn di tích được dân gian cho rằng là nơi đặt Đàn Kính Thiên thời Đinh đó chính là di tích Đàn Tế Trời nằm nằm trên đồi Thờ, xã Quỳnh Lưu, Nho Quan, Ninh Bình. Hiện ở trên đồi còn di tích đền Vua Đinh Tiên Hoàng và trong khu vực xã Sơn Lai lân cận còn tới 4 đền thờ Vua, đều gắn với các sự kiện liên quan đến hoạt động của Vua ở khu vực này. Năm 2018, Ninh Bình đã phục dựng kiến trúc Đàn Kính Thiên và Lễ tế thiên đã được diễn ra vào dịp lễ hội Hoa Lư.

### Đàn Xã Tắc nhà Lý, Lê tại Hà Nội
Trong Kiến Văn Tiểu Lục, Lê Quý Đôn chép: "Triều nhà Lý, lập đàn Phong vân để cầu mưa; đàn Xã tắc để cầu quanh năm được mùa; dùng ngày lập xuân làm lễ nghinh xuân". Cũng trong sách này, Lê Quý Đôn mô tả đàn Xã tắc theo thể chế định trong đời Hồng Đức nhà Hậu Lê, có "nền đàn một khu, nội nghi môn 3 gian, cửa nhỏ 2 gian, bốn xung quanh đắp tường, điện Canh y 1 gian 1 chái, nhà Túc yết 5 gian 2 chái, kho tế khí và phòng bếp đều 3 gian, ngoại nghi môn 3 gian, bốn xung quanh đắp tường."
Tại Hà Nội, theo nhà Hà Nội học Nguyễn Vinh Phúc, Đàn Xã Tắc được coi là một trong những di tích quan trọng vào bậc nhất của Thăng Long xưa, được lập từ thời vua Lý Thái Tông (năm Mậu Tý 1048) tại ngõ Xã Đàn 1 (phường Nam Đồng, Đống Đa, Hà Nội), đến sau thời Vua Lê Chiêu Thống (1788) thì mất dấu. Sau hơn hai trăm năm mất dấu, tình cờ được tìm thấy lại vào tháng 11 năm 2006, khi thi công đường vành đai 1 thuộc dự án cải tạo đường Kim Liên - Ô Chợ Dừa.

### Đàn Xã Tắc nhà Nguyễn tại Huế
Vào năm Gia Long thứ 5 (tức năm 1806) đàn Xã tắc đã được dựng lên bên trong Kinh thành Huế (trước đây thuộc xã Hữu Niên, sau là phường Ngưng Tích), thuộc địa phận phường Thuận Hòa (thành phố Huế ngày nay) để tiến hành các nghi lễ cầu thần đất và lúa giúp mùa màng tốt tươi, quốc thái dân an. Trải qua thời gian và những biến động của lịch sử và không được quan tâm bảo quản đúng mức, đàn tế Xã Tắc ngày nay hầu như đã bị hủy hoại hoàn toàn.

## Trung Quốc
Hiện nay tại Trung Quốc có 3 nơi còn đàn Xã Tắc:
- Đàn Xã Tắc (Nam Kinh)
- Đàn Xã Tắc (Trung Đô)
- Đàn Xã Tắc (Bắc Kinh)